# Vanessa Angel
Vanessa Madeline Angel (nació el 10 de noviembre de 1966) es una actriz y modelo inglesa. Interpretó el papel de Lisa en la serie de televisión Weird Science (Una chica explosiva, Ciencia loca). Es también conocida por su actuación como Claudia en la película Vaya par de idiotas.

## Biografía

### Inicios
Nació y fue criada en Londres, Inglaterra. Vanessa fue descubierta por un cazamodelos en un café londinense cuando era una adolescente. Con 16 años, firmó con Ford Models y se trasladó a Nueva York. Durante su periodo como modelo, Angel ocupó las portadas de Vogue y Cosmopolitan.

### Trabajo
El primer papel de Vanessa fue en la comedia americana de 1985 Spies Like Us, en la que interpretaba a una soldado rusa cuya función era proteger una cabeza nuclear. En 1990 tuvo un pequeño rol en El rey de Nueva York. Angel continuó haciendo pequeños papeles durante los inicios de los 90.
En 1994, intervino en la serie de televisión Weird Science. El programa continuó durante cinco temporadas, acabando en 1998. En 1995, Angel fue escogida para el rol de Xena, pensado en un principio para tres episodios especiales de Hercules: The Legendary Journeys. Debido a una enfermedad, tuvo que rechazar el papel. Finalmente, este cayó en manos de Lucy Lawless.
Durante el rodaje de Weird Science, Angel tuvo un papel protagonista en la película de los hermanos Farrelli Vaya par de idiotas.  Después de acabar la última temporada de Weird Science, intervino en Kissing a Fool con David Schwimmer, seguido de un papel en la película de 1999, Made Men. En el 2004, apareció en Superbabies: Baby Geniuses 2, como la esposa de Scott Baio. Vanessa también ha trabajado en Dientes de sable y La puntuación perfecta. 
En el 2000, interpretó a Tok'ra cuya simbionte era Anise en tres episodios de Stargate SG-1. En el 2005, hizo de sí misma en un episodio de la segunda temporada de Entourage. En el 2007, finalizó la película independiente Blind Ambition.

### Vida personal
En 1996, Vanessa se casó con el actor Rick Otto con el que tuvo una hija.

## Filmografía
- Spies Like Us (1985)
- Another Chance (1989)
- El rey de Nueva York (1990)
- Killer Instinct (1991)
- Stop! Or My Mom Will Shoot (1992)
- Cityscrapes: Los Angeles (1994)
- Sleep with Me (1994)
- Vaya par de idiotas (1996)
- Kissing a Fool (1998)
- Made Men (1999)
- Enemies of Laughter (2000)
- G-Men from Hell (2000)
- Camuflaje (2001)
- Firetrap (2001)
- Dientes de sable (2002)
- La puntuación perfecta (2004)
- Sed de sangre (2004)

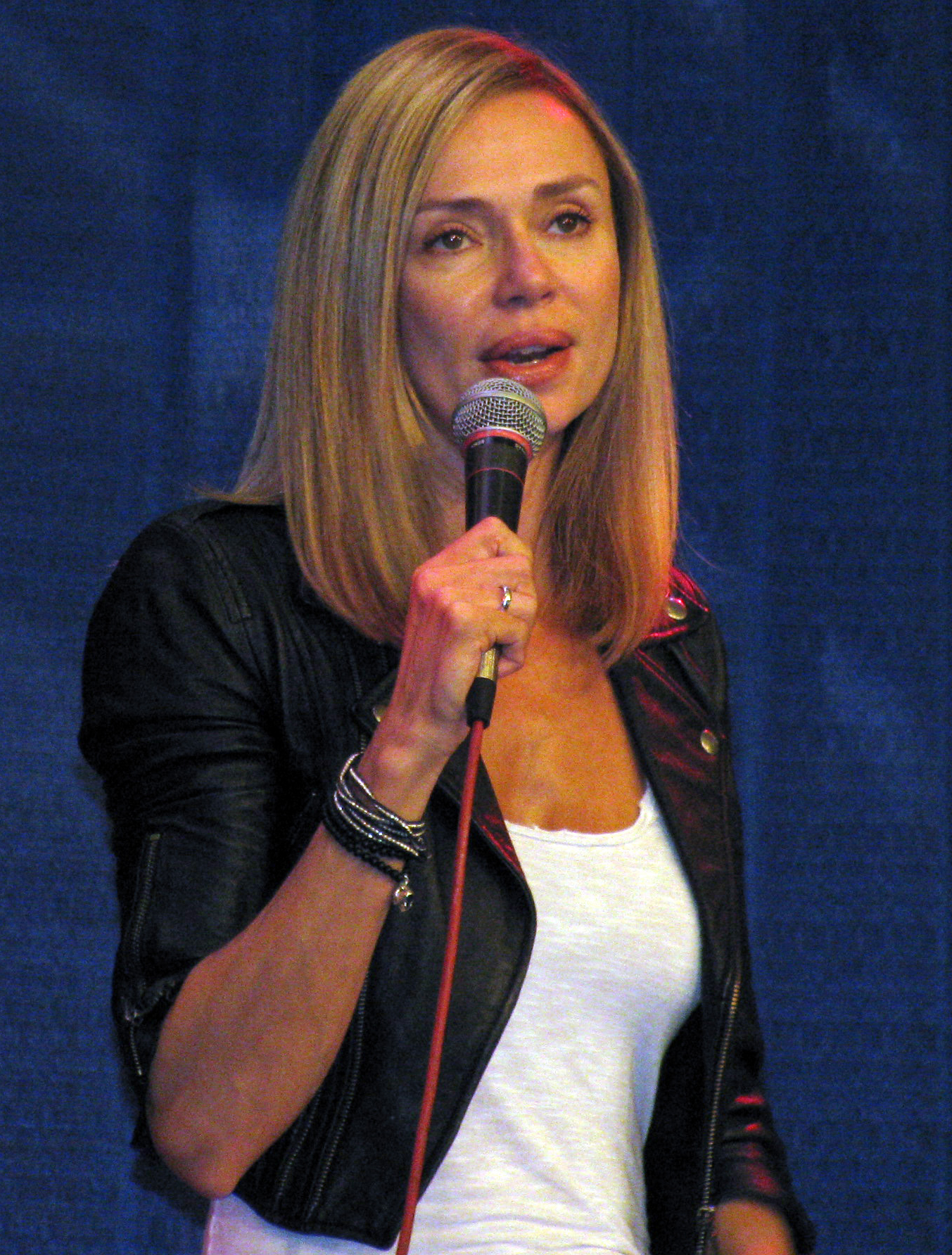
Vanessa Angel en 2009

- Superbabies: Baby Geniuses 2 (2004)
- Puppet Master vs Demonic Toys (2004)
- Raging Sharks (2005)
- The Good Humor Man (2005)
- Popstar (2005)
- Monster Night (2006)
- Planet Raptor: Raptor Island 2 (2007)
- Blind Ambition (2007)
- Endless Bummer (2009)
- Level Seven (2008)
- Hall Pass (2011)
- Cougar Hunting (2011)
- Level Seven (2011, preproducción)

## Televisión
- The Equalizer (1 episodio, 1988)
- Baywatch (3 episodios, 1991-1992)
- On the Air (1 episodio, 1992)
- Raven (1 episodio, 1992)
- Jackie Collins' Lady Boss (1992)
- Reasonable Doubts (7 episodios, 1992-1993)
- Melrose Place (2 episodios, 1993)
- Murder, She Wrote (1 episodio, 1993)
- The Cover Girl Murders (1993)
- Time Trax (1 episodio, 1994)
- Veronica's Closet (2 episodios, 1997)
- Weird Science (88 episodios, 1994-1998)
- Partners (2000)
- Stargate SG-1 (3 episodios, 2000)
- The Division (1 episodio, 2003)
- Criminal Intent (2005)
- Entourage (1 episodio, 2005)
- Planet Raptor (2007)
- Salvando a Grace (1 episodio, 2009)
- Christmas Spirit (2011, posproducción)
- Californication (1 episodio, 2012)